# Raasiku (Dorf)

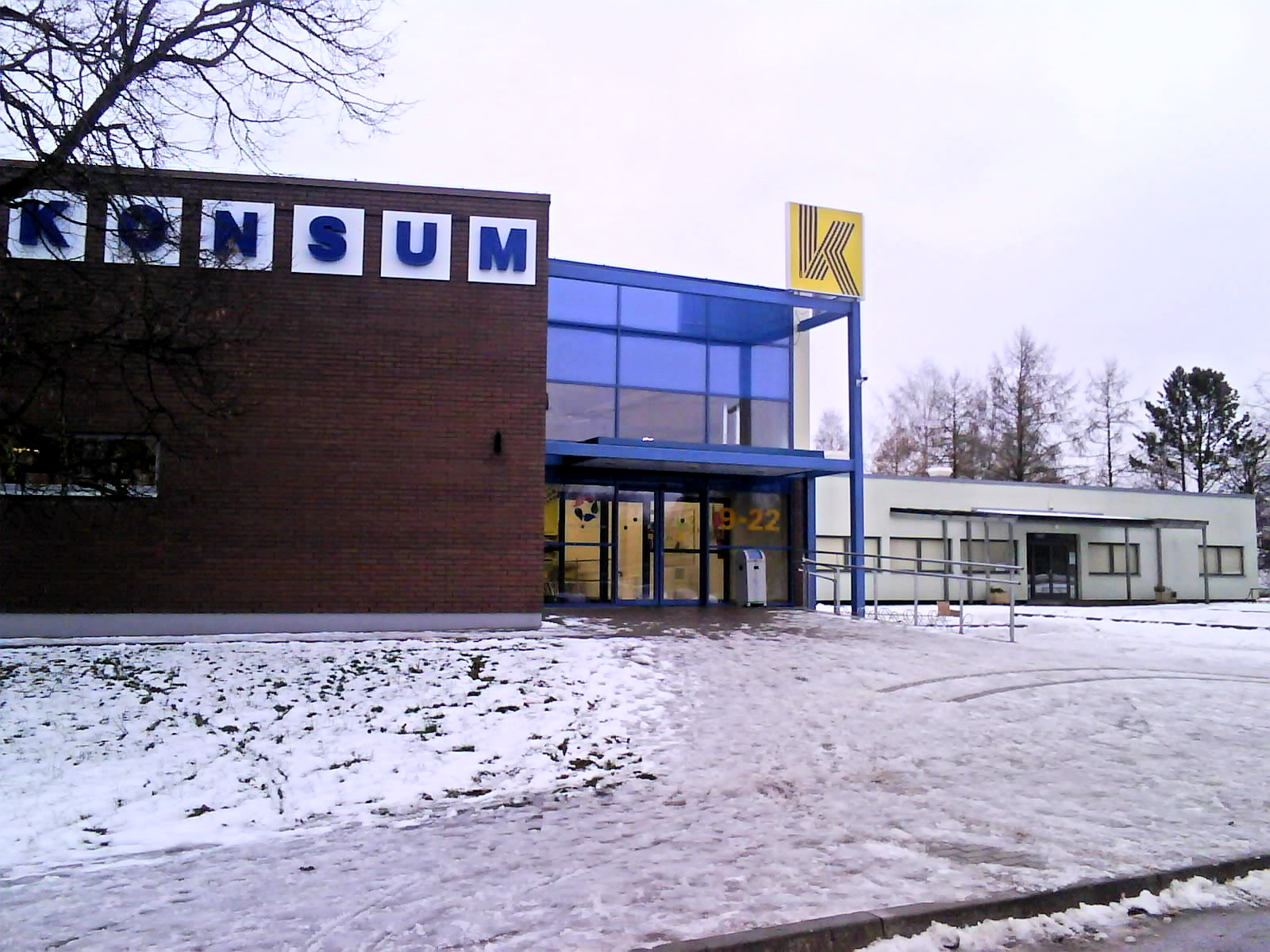
Der Supermarkt „Konsum“, der Friseur und das Krankenhaus in Raasiku

Raasiku (deutsch: Rasik) ist ein Dorf (estnisch alevik) in Estland im Kreis Harju in der Gemeinde Raasiku (Raasiku vald).

## Beschreibung
Der Ort liegt 29 Kilometer von der estnischen Hauptstadt Tallinn entfernt am Fluss Jõelähtme.
In Raasiku gibt es eine Gesamtschule, ein Kulturhaus, ein Krankenhaus, eine Apotheke, den Kindergarten Oravake, eine Bibliothek, einen Supermarkt, zwei Läden, eine Kirche und zwei Friedhöfe.
Bekannt ist der Bahnhof Raasiku an der wichtigen Bahnstrecke zwischen Tallinn und Tapa.

## Persönlichkeiten
Auf Gut Rasik wurden die Brüder Woldemar Hermann von Löwenstern (* 8. Dezember 1776; † 21. Januar 1858 in Sankt Petersburg) und Johann Peter Eduard von Löwenstern (* 28. März 1790; † 5. November 1837 in Astrachan in Russland) geboren, die beide Offiziere in russischen Diensten und mit dem Orden Pour le Mérite ausgezeichnet wurden und bis zum Generalmajor aufstiegen.